# Cumming (Georgia)
Cumming es un pueblo ubicado en el condado de Forsyth en el estado estadounidense de Georgia. En el censo de 2000, su población era de 4.220 habitantes.

## Demografía
En el 2000 la renta per cápita promedia del hogar era de $38,237, y el ingreso promedio para una familia era de $47,270. El ingreso per cápita para la localidad era de $16,445. Los hombres tenían un ingreso per cápita de $27,201 contra $29,115 para las mujeres.

## Geografía
Cumming se encuentra ubicado en las coordenadas 34°12′30″N 84°8′15″O / 34.20833, -84.13750 (33.554626, -82.898428).
Según la Oficina del Censo, la localidad tiene un área total de 15,2 km² (5,9 mi²), de la cual 15,2 km² (5,9 mi²) es tierra y 0 km² (0 mi²) (0.00%) es agua.